# حملة سوفوروف في سويسرا
```
وقعت 
حملة سوفوروف في سويسرا
 على الأراضي السويسرية بين شهري سبتمبر وأكتوبر من عام 
1799
 خلال 
حرب التحالف الثانية
. عبرت القوات الروسية النمساوية، التي كانت قد هزمت الفرنسيين مرارًا في 
إيطاليا
 بين شهري أبريل وأغسطس، 
غوتارد باس
 تحت قيادة الفيلد ماريشال أليكساندر فاسيلييفيتش سوفوروف، مع أوامر بالتوجه لمواجهة الجنرال 
أندريه ماسينا
 لطرده من 
الجمهورية الهيلفيتية
.
```

بعد الانتصارات الهامة التي حققها في الأشهر السابقة خلال الحملة في إيطاليا، كان سوفوروف قد احتفظ بالسيطرة على الأوضاع في القسم الشمالي من شبه الجزيرة وبدت هزيمة نهائية وشيكة للفرنسيين مع تصميم الجنرال الروسي على التقدم حتى نحو فرنسا، إلا أن الانقسامات بين القوى المتحدة والتنافس بينها ستصب في صالح بروز الجيوش الثورية: خوفًا من أن يصبح نفوذ روسيا كبيرًا بشدة، نجح الحلفاء، الذين كانوا يغذون طموحات القيصر بول الأول بأن يطرح نفسه كمحرر لسويسرا، في أن يدفعوا القوات الروسية إلى إيقاف عملياتهم في إيطاليا وإعادة نشرها ضمن الاتحاد، الأمر الذي يترك المبادرة في شبه الجزيرة بين أيدي النمساويين. أمر سوفوروف في تلك الآونة بالتوجه شمالًا مع جيشه والتقدم عبر غوتارد باس للانضمام إلى القوات الروسية التي كان الجنرال أليكساندر ميخايلوفيتش ريمسكي كورساكوف قد قادها للتو عبر نهر ليمات.
سيطر المارشال سوفوروف على غوتارد باس بعد معارك عنيفة ومن ثم تقدم بصعوبة على امتداد وادي نهر ريوس، ودخل في مواجهات متواصلة ضد الجنرال كلود ليكورب. وأرغم عند وصوله إلى ألتدورف على الانعطاف نحو الشمال الشرقي عبر الجبال نظرًا إلى إحكام الفرنسيين سيطرتهم على بحيرة لوسيرن والممرات المؤدية إلى الغرب. ومن ثم أرسل الجنرال ماسينا فرق الجنرالين هونور غازان وإدوارد مورتيير، بتنسيق من الجنرال نيكولاس سولت لإعاقة التقدم الروسي بين شويز وغلاروس، ومن ثم توجه سوفوروف إلى نهر لينث، إلا أنه حتى هناك، بعد تحقيق بعض النجاح، صد جنود الجنرال غابرييل موليتور لعدة مرات قواته وأرغموهم على التراجع إلى نافيلس.
تزايدت صعوبة أوضاع المارشال سوفوروف المعزول في الجبال مع إمدادات قليلة فيما كانت القوات الفرنسية تواجهه على جميع الجبهات، وبعد وصول أخبار هزيمة الجنرالين كورساكوف وفون هوتزي في معركة زيوريخ الثانية، لم يكن لديه خيار سوى أن يحاول الانسحاب نحو الشرق بهدف تأمين ما تبقى من جيشه الذي كان منهكًا بشدة. كان انسحاب الروس صعبًا للغاية وكلفهم خسائر كبيرة، في حين دمرت المدفعية بأكملها، في النهاية، وعبر ممر بانيكس، وصل الروس إلى الراين عند غليون (أو إيانز) في 7 من شهر أكتوبر ومن ثم تابعوا طريقهم إلى فورارلبرغ، حيث انضموا إلى الناجين من جيش الجنرال كورساكوف. استدعي سوفوروف إلى سانت بطرسبرغ، حيث لم يعد مفضلًا لدى البلاط القيصري: رفض بول الأول استقباله رسميًا وتوفي الجنرال، إثر مرضه وإصابته، بعد أسابيع قليلة في العاصمة ذاتها في 18 من شهر مايو من عام 1800.

## الخلفية السياسية والعسكرية
بين نهاية شهر أبريل وأواسط أغسطس من عام 1799، كان الفيلد مارشال أليكساندر فاسيليفيتش سوفوروف قد دحر القوات الثورية الفرنسية في شمالي إيطاليا، وتسبب بانهيار الجمهورية الشقيقة في شبه الجزيرة، وسيطر سيطرة أمر واقع على اللومبارديا وبيدمونت. وبفضل انتصاراته الرائعة، نال سوفوروف من القيصر لقب «أمير إيطاليا» وبات في تلك الآونة قريبًا من أن يسحق أخيرًا المقاومة الفرنسية الأخيرة في بيدمونت ومن ثم غزو ليغوريان ريفيرا، وكان سوفوروف قد أعلن أيضًا عن استعداده للتقدم حتى إلى باريس كما كان قد وعد الجنرال جان ماتيو فيليبيرت سيروريير قبل تحريره.
إلا أن الانقسامات والتنافس بين القوى المتحدة، مملكة بريطانيا العظمى والإمبراطورية الرومانية المقدسة والإمبراطورية الروسية، لم تسمح لهم باستغلال الانتصارات في إيطاليا، وسرعان ما فضلت عوضًا عن ذلك تعافي قوات الجمهورية الفرنسية الأولى: كان البريطانيون خائفين من أن يصبح النفوذ الروسي في إيطاليا كبيرًا للغاية وأن السلطة القيصرية ستصبح مطلة بصورة خطرة على موانئ البحر الأبيض المتوسط، ورأى النمساويون في النجاحات الروسية وتطفل القيصر تهديدًا حقيقيًا لتسيدهم في شمال إيطاليا، إلى درجة أنهم فضلوا خسارة الدعم العسكري الروسي في بيدمونت على الأفضلية السياسية التي ستأتي لهم على طاولة السلام، حين سيقدمون أنفسهم على أنهم المحتلون الوحيدون لدولة سافوي التي يستطيعون، علاوة على ذلك، أن يدخلوا منها إلى فرنسا بسهولة وحدهم مع جيشهم. كانت الحكومة البريطانية، القلقة من احتمال استخدام فرنسا الجمهورية للأسطول الهولندي القوي لتهديد الجزر البريطانية بصورة مباشرة، قد حضرت عندئذ خططًا حربية جديدة تضمنت إعادة انتشار الجيش الروسي في سويسرا لتسهيل إنزال التحالف الأنجلو روسي في جمهورية باتافيا.
على الرغم من أن سوفوروف استجاب بصورة مباشرة من الناحية النظرية للقيصر، أمره مجلس البلاط النمساوي والمستشار ثوغوت بالتخلي عن إيطاليا والتقدم نحو سويسرا، حيث كان مقررًا أن ينضم جيشه إلى فرقة روسية ثانية تحت قيادة الجنرال أليكساندر ميخايلوفيتش ريمسكي كورساكوف، الذي وصل مع 30 ألف مقاتل من غاليسيا. وكان مقررًا أن يحاصر الجنرال ميشيل فون ميلاس الجيش النمساوي بيدمونت وأن يستولي على كونيو، وفي الوقت نفسه كان مقررًا أن يتحرك الأرشيدوق كارل من سويسرا إلى ألمانيا على امتداد الراين بحيث تسنح للنمسا فرصة الإطاحة بأمير بافاريا الناخب ماكسيمليان الأول.
كان سوفوروف يفضل أن ينتظر الأرشيدوق كارل وصوله قبل أن يتحرك، بحيث يسهل على كورساكوف تنظيم جيشه ومقاومة القوات الفرنسية المتفوقة عدديًا، إلا أن الأرشيدوق كان منفذًا شديد الإخلاص لأوامر مجلس البلاط وغادر على الفور موقعه القوي في زيوريخ: احتلها الفرنسيون بسرعة وكانت هزيمة كورساكوف محتمة. وكانت احتجاجات سوفوروف عديمة الفائدة:
جرى التخلي عن الموقع في زيوريخ، الذي كان من المفترض أن يدافع عنه 60 ألف نمساوي، ل 20 ألف روسي
رسالة الكونت فينانسون إلى الأرشيدوق كارل، من حصيلة حملة سوفوروف في سويسرا.
جرت تصفية أخر معارضي سوفوروف، الذين كانوا قد وصفوا المستشار ثوغوت بأنه «قد فقد عقله» نظرًا إلى الاستراتيجية التي فرضها في 25 من شهر أغسطس عبر رسالة من الإمبراطور النمساوي يأمره فيها على نحو صارم بالتراجع عن خطط شن هجوم ضد الفرنسيين في جنوة وعبور جبال الألب على الفور لشن هجوم ضد فرنسا من سويسرا. بعيدًا عن القرارات التي أسماها كارل فون كلاوسفيتز لاحقًا «سياسة ضيقة الأفق» من جانب البريطانيين والنمساويين، والتي كانت تهدف ببساطة إلى تلافي حضور روسي غير ملائم في إيطاليا والبحر الأبيض المتوسط وتلبية احتياجات معينة، يرى التأريخ الحديث ميزات عسكرية واضحة في هذه الخطط.
بعد تنازل النمسا عن بلجيكا لمصلحة فرنسا بموجب معاهدة كامبو فورميو في عام 1797، وعن الإقليم الألماني الواسع الذي كان يفصل بينهما، لم يكن أمام القوتين القديمتين المتنافستين سوى ميادين المعارك الإيطالية لتدخل في مواجهة مباشرة فيها وتواجه بعضها عسكريًا، وكان ضروريًا لتأمين السيطرة عليها ضمان التحكم بسلسلة جبال الألب: سيطرت النمسا على جزء كبير من سلسلة الألب، وكان بوسعها تدمير العديد من الأفواج من منطقة تيرول، إذ لم يكن أمامها أي عائق في السهول الواسعة التي كان يمر عبرها نهر بادي، وخلافًا لذلك، لم تكن فرنسا تمتلك في البداية هذه الأفضلية الواضحة والهامة. كانت سويسرا العائق الرئيسي، وقد كانت تمتد من تيرول حتى حدود فرنسا، وكانت تعيق الوصول من جبال الألب إلى معظم سلسلة الجبال، ولذلك كانت ذا أهمية قصوى للجمهورية الفرنسية في حال كانت لديها الرغبة بمواصلة الحرب مع النمسا من أجل الاحتفاظ بالسيطرة على الهضبة السويسرية التي سيطر عليها في شهر فبراير من عام 1798 من خلال غزو قاده الجنرال ويليام برون.
أمن هذا للثوريين منفذين استراتيجيين: أتاح لهم أحد هذين المنفذين تجاوز الغابة السوداء واكتساح الدانوب الأعلى، وأتاح المنفذ الثاني المرور ضمن مضائق كانتون فاليه في الألب والوصول إلى شمالي إيطاليا مباشرة، وما إن اندلعت الحرب، أصبح طرد الفرنسيين من سويسرا ذا أهمية استراتيجية وتكتيكية كبيرة بالنسبة للنمساويين. من جانبهم، اعتبر البريطانيون سويسرا بأنها كانت بالفعل إقليمًا مثاليًا يمكن شن غزو ضد فرنسا انطلاقًا منه، وفي النهاية، كان النمساويون بكل الأحوال أكثر قلقًا حيال القوات الفرنسية المتمركزة على امتداد الراين أكثر مما كانوا قلقين حيال القوات الناجية في إيطاليا: وبانتقالهم إلى تكتيك دفاعي أكثر تعقلًا في شمالي شبه الجزيرة، كان ما يزال بوسع النمساويين تأمين هيمنتهم عليها وتحرير قوات لنشرها في ألمانيا.